# Europese kampioenschappen kyokushin karate heren 2019 (WKB)
De Europese kampioenschappen kyokushin karate voor heren 2019 waren door de World Kyokushin Budokai (WKB) georganiseerde kampioenschappen voor kyokushinkai karateka's. De derde editie van de Europese kampioenschappen vond plaats in het Spaanse Lorca op 23 mei 2019. Het EK voor de dames vond plaats in het Poolse Dębica.

## Resultaten
| Gewichtsklasse | Goud                   | Zilver             | Brons                              |
| Heren          | Heren                  | Heren              | Heren                              |
| -------------- | ---------------------- | ------------------ | ---------------------------------- |
| -65kg          | Eneko Delgado Deacosta | Mikhail Lavrentyev | Julian Ruiz Vera Davit Karapetyan  |
| -75kg          | Christian Gavara Egea  | Hugo Cruz Castello | Samuel Techer Yaroslav Martynovich |
| -85kg          | Jonas Rosin            | Nikita Peshenko    | Andrian Rojo Mula Juan Carlos Auge |
| +85kg          | Juan Crujeiras         | Semen Garan        | Mikhail Chernov Boris Bulyskeriia  |
| Dames          |                        |                    |                                    |
| Open           | Agnes Westrin          | Julie Lamarre      | Samira Yazit                       |